# Feromagnetism
Feromagnetismul este prezent la materialele care au un moment magnetic și care interacționează unele cu altele.
Un domeniu magnetic este o parte a unui material feromagnetic în care toate momentele magnetice sunt "vii".
Regiunea ce separă două domenii magnetice se numește zid.
Temperatura Curie este acea temperatură pentru care domeniile Weiss sunt anihilate și materialele feromagnetice devin materiale paramagnetice.